# Варнахар I
Варнахар I (Варнахарий I; лат. Warnacharus I, Warnacharius I; умер в 599) — майордом Бургундии при короле Теодорихе II.

## Биография
Основным историческим источником о жизни Варнахара I является «Хроника» Фредегара.
О ранних годах жизни Варнахара I почти ничего не известно. Предполагается, что он мог быть идентичен упоминавшемуся в «Истории франков» Григория Турского Вармарию. Этот Вармарий, франк по происхождению, вместе с клермонцем Фирмином был отправлен королём Австразии Сигибертом I к императору Византии Юстину II. Прибывшие в Константинополь морским путём послы заключили мир с императором и на следующий год благополучно возвратились обратно.
О времени получения Варнахаром I должности майордома Бургундии средневековые хроники ничего не сообщают. Известно только о том, что он скончался в 599 году, завещав передать всё своё имущество на благотворительные дела. В 602 году король Теодорих II подтвердил передачу большей части этих средств одной из церквей в окрестностях Женевы, где были обретены чудодейственные мощи святого Виктора.
Предполагается, что родственником Варнахара I мог быть Варнахар II, также занимавший должность майордома Бургундии.
Варнахар I был первым из лиц, о которых достоверно известно, что они занимали должность майордома Бургундии. Вероятно, возвышению майордомов во всех франкских королевствах в конце VI века способствовало малолетство монархов этого времени — Теодориха II, Хлотаря II и Теодеберта II. Следующим, кто упоминался в исторических источниках как майордом Бургундии, был Бертоальд.